# 檸檬酸銫

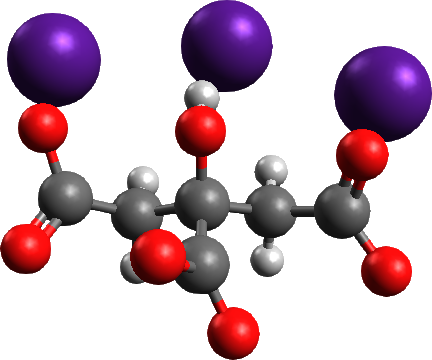
在水溶液中的檸檬酸銫，深紫色的球代表銫。

檸檬酸銫是一種有機化合物，為一種銫的檸檬酸鹽，其化學式為Cs3C6H5O7。它是可溶于水的白色固体。它可用于227Ac和226Ra电解分离过程中的添加物。

## 制備
檸檬酸銫可由檸檬酸和氢氧化銫的酸鹼中和反应製得。
{\displaystyle {\ce {3 CsOH + C6H8O7 -> Cs3C6H5O7 + 3 H2O}}}

## 拓展阅读
- Giles, Brian. Compositions for oral hygiene containing cesium and rubidium salts. 2005 WO 2005099658 A2.